# PCMCIA

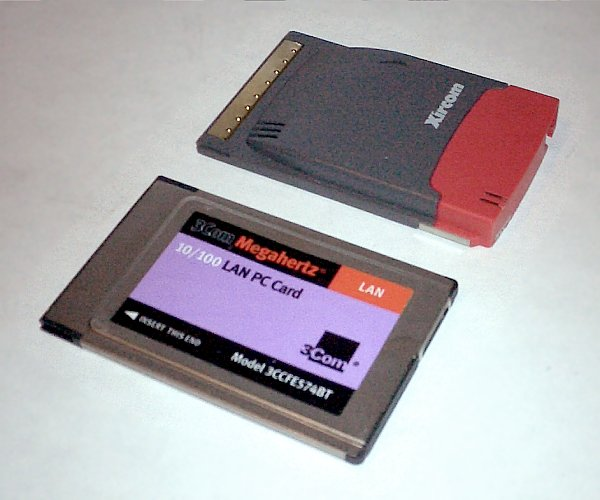
Два пристрої PC Card: Xircom RealPort тип III (вгорі) і нижче 3Com тип II

PCMCIA — специфікація на модулі розширення, розроблена асоціацією PCMCIA (англ. Personal Computer Memory Card International Association). Широко використовуються в ноутбуках. Модулі розширення, виготовлені згідно з цією специфікацією зазвичай називаються «PC-карти» (англ. PC Card).

## Назва
Назва PCMCIA спочатку була абревіатурою від англ. Peripheral Component Microchannel Interconnect Architecture. Пізніше назву стандарту стали розшифровувати так само як і назву організації, що стандартизувала шину: англ. Personal Computer Memory Card International Association (Міжнародна Асоціація комп'ютерних карт пам'яті). До назви PCMCIA були запропоновані жартівливі бекроніми: англ. People Can't Memorize Computer Industry Acronyms (люди не в змозі запам'ятовувати скорочення комп'ютерної індустрії), або англ. Personal Computer Manufacturers Can't Invent Acronyms (виробники персональних комп'ютерів не можуть придумувати скорочення). Складності з абревіатурою призвели до того, що починаючи з другої версії специфікації стали використовувати термін PC Card.

## Історія
Спочатку специфікація PCMCIA розроблялася для стандартизації карт розширення пам'яті й інтерфейсу для підключення цих карток. Згодом специфікацію була розширено, що дало можливість використовувати PCMCIA для підключення різноманітних периферійних пристроїв. Переважно через інтерфейс PCMCIA підключають мережні карти, модеми та жорсткі диски.
У минулому більшість ноутбуків обладнувалося двома слотами для карт типу II, що дозволяло підключити до ноутбука або дві карти типу II, або одну карту типу III. По мірі того, як з ноутбуків зникали «старі» повільні інтерфейси вводу-виводу (наприклад, RS-232 або LPT-порт), і нормальним явищем стали вбудовані високопродуктивні інтерфейси (наприклад, USB, IEEE1394, Ethernet), потреба в PCMCIA стала відпадати і більшість сучасних ноутбуків оснащується лише одним слотом типу II.
Специфікація PCMCIA була розроблена як відповідь комп'ютерної промисловості США на розробку в Японії специфікації карт розширення JEIDA. У 1991 році, відбулося злиття стандартів: були випущені аналогічні специфікації JEIDA 4.1 і 2.0 PCMCIA (PC Card).

## Типи карток
Всі карти PC card мають розмір 85,6 мм в довжину і 54 мм в ширину. Такі ж розміри використовуються в інтерфейсі Common Interface для CAM-модулів в обладнанні для прийому телемовлення стандарту DVB. Карти PC Card висотою 16 мм, так звані карти типу IV (англ. Type IV); запропоновані компанією Toshiba, не були офіційно схвалені асоціацією PCMCIA.
Спочатку специфікація описувала картки, які могли використовувати для живлення як напругу 5 В, так і 3,3 В. Картки з напругою живлення 3,3 В мають «ключ» на рознімі для того, що б не допустити встановлення карти в слот, призначений тільки для установки карт з живленням 5 В. Деякі карти і деякі слоти підтримують обидві напруги живлення. Якщо карта не встановлюється в слот, це означає, що ця карта призначена для живлення від 3,3 В, а слот надає живлення 5 В.

### Type I
Версія 1.x специфікації PCMCIA визначала карти типу I (Type I), оснащені 16-розрядним інтерфейсом. Карти типу I використовувалися тільки для розширення пам'яті. Вони мали товщину 3,3 мм і використовували роз'єм з одним рядом контактів.

### Type II
Карти типу II (Type II) оснащуються або 16 — або 32-розрядним інтерфейсом; рознім має два ряди контактів. Карти мають товщину 5 мм. Карти типу II підтримують пристрої вводу-виводу, що дозволяє використовувати їх для підключення периферійних пристроїв.

### Type III
Карти типу III підтримують 16- або 32-розрядний інтерфейс, використовують чотири ряди контактів. Ці карти мають товщину 10,5 мм, що дозволяє встановлювати на карту стандартні розніми зовнішніх інтерфейсів і позбутися таким чином додаткових перехідних кабелів. Наприклад, в карту-модем висотою 10,5 мм можна вмонтувати повноцінний телефонний рознім RJ-11, що дозволяє підключати її до телефонної мережі стандартним кабелем.

## CardBus

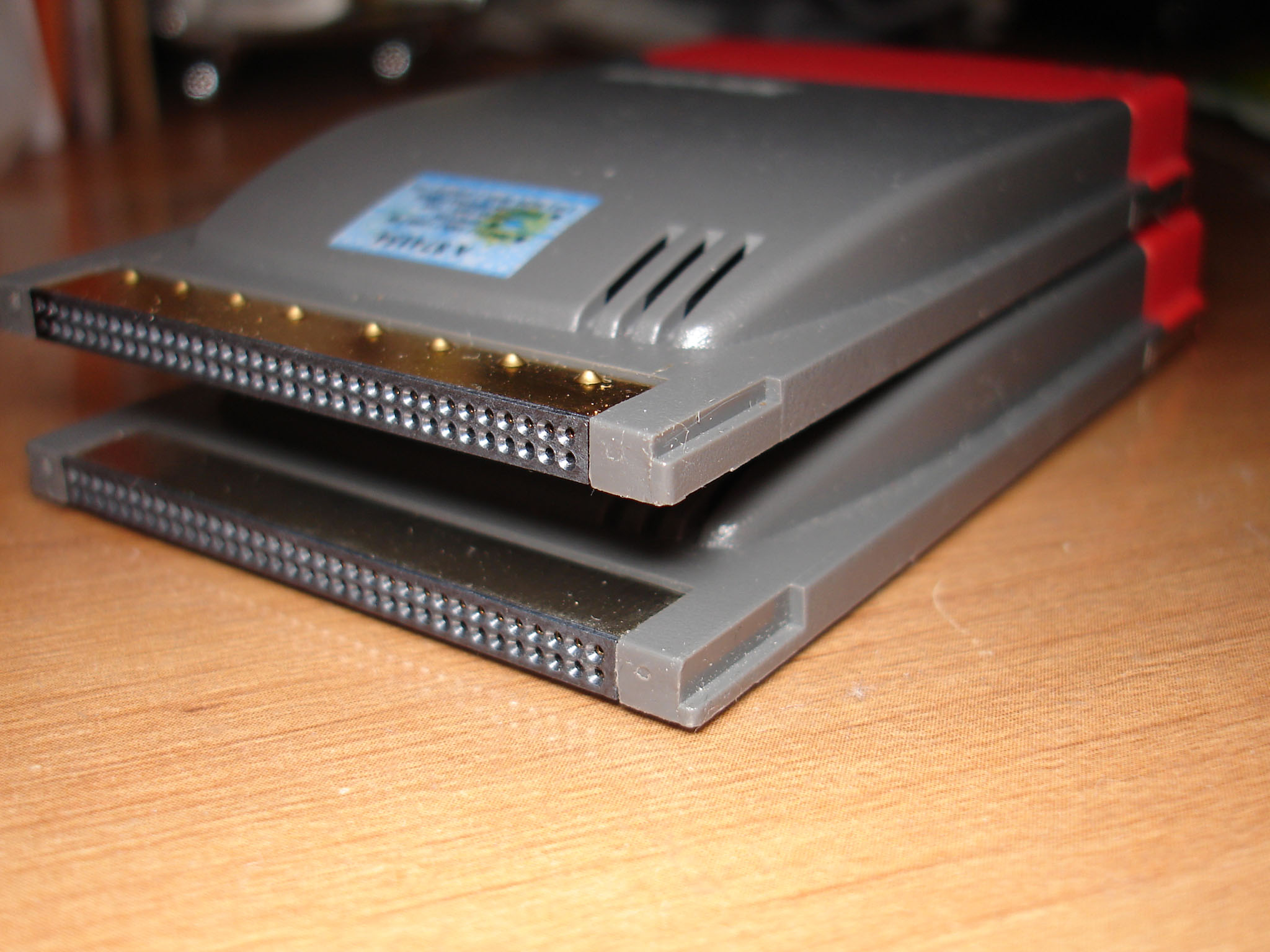
Дві карти Xircom RealPort Ethernet/56k-модем. Верхня — CardBus, нижче лежить 5-вольтова PCMCIA версія. Зверніть увагу на дещо відмінний виріз

Шина CardBus введена в специфікації PCMCIA версії 5.0 (JEIDA 4.2). Ці 32-розрядні картки PCMCIA були представлені в лютому 1995 року і стали з'являтися в ноутбуках починаючи з кінця 1997 року. Шина CardBus логічно і електрично являє собою повноцінну 32-розрядну шину PCI, що працює на частоті 33 МГц, а механічні розміри та розніми запозичені у шини PCMCIA. Пристрої CardBus можуть підтримувати DMA, що дозволяє пристроям CardBus вести інформаційний обмін з іншими периферійними пристроями або з основною пам'яттю без використання процесора. Багато периферійних контролерів здатні працювати як на шині CardBus, так і на шині PCI, наприклад, контролери мережі Wi-Fi.
Виїмка на лівому передньому краю розніму карт CardBus менше, ніж у не CardBus-карт, таким чином, 32-розрядна карта CardBus не може бути встановлена в слот, призначений тільки для 16-розрядних карт. Більшість сучасних слотів підтримують CardBus-картки і старі 16-розрядні картки.

## Нащадки і спадкоємці PC Card
Інтерфейс PCMCIA породив ціле покоління карт для зберігання інформації, що використовували флеш-пам'ять, які намагалися поліпшити характеристики PCMCIA карт типу I: CompactFlash, Miniature Card і SmartMedia. Наприклад, електрична частина специфікації CompactFlash запозичена зі специфікації PCMCIA, що дозволяє підключати карти CompactFlash до шини PCMCIA за допомогою найпростішого перехідника, єдина мета якого — узгодити розніми.
Асоціацією PCMCIA підготовлений новий стандарт, покликаний замінити PC card: ExpressCard. Карти розширення стандарту ExpressCard мають менший розмір, ніж PC card, а, як відомо, для підключення периферійних пристроїв у ExpressCard використовуються шини PCI Express і USB 2.0.